# Кипарисиакос
Кипарисиако́с, Кипарисси́йский зали́в (греч. Κυπαρισσιακός) — большой открытый залив Ионического моря в Греции, на западе Пелопоннеса. На севере начинается от мыса Катаколона (Κατάκολον) у одноимённой деревни, на юге заканчивается мысом Кунелос (греч. Κούνελος) у Филиатры. Длина — 18 километров, ширина — 51 километров. Глубина более 500 метров. Приливы полусуточные, их величина 0,2 метров. В Кипарисиакос впадают реки Алфиос и Неда.
Побережье — большой непрерывный песчаный пляж. На пляже встречается черепаха логгерхед (Caretta caretta), преимущественно между устьем Неды и Кипарисией. Из-за песчаного грунта нет населённых пунктов на побережье. В трёх километрах от побережья находится Пиргос, в двух километрах — Захаро.
Вдоль побережья проходит национальная дорога 9, часть европейского маршрута E55.